# بطين أيمن
البطين الأيمن أحد الحجرات الأربع في القلب البشري (أذينان وبطينان). يتلقى الدم الخالي من الأكسجين من الأذين الأيمن عبر الصمام ثلاثي الشرف ويضخه إلى الشريان الرئوي عبر الصمام الرئوي.
شكله مثلث ويمتد من الأذين الأيمن قرب قمة القلب السفلى. جدار البطين الأيمن يعتبر أرق من البطين الأيسر.